# Атанасов, Манол
Манол Атанасов (болг. Манол Атанасов, 27 сентября 1991 года, Пловдив, Болгария) — фигурист из Болгарии, чемпион Болгарии в мужском одиночном катании.

## Биография
Семья Манола Атанасова эмигрировала в США, где Манол в десять лет начал занятия фигурным катанием. На международном уровне стал выступать за Болгарию в сезоне 2009-2010 года на юниорском уровне.
В конце 2013 года на турнире в Германии боролся за право выступать на Фигурное катание на зимних Олимпийских играх 2014 — одиночное катание (мужчины), однако у него не хватило везения и спортивного счастья

## Спортивные достижения
| Соревнования/Сезоны           | 2009-10 | 2010-11 | 2011-12 | 2012-13 |
| ----------------------------- | ------- | ------- | ------- | ------- |
| Чемпионаты мира               |         |         | 44      |         |
| Чемпионаты Европы             |         |         | 32      | 22      |
| Чемпионаты Болгарии           |         |         | 1       |         |
| Чемпионаты мира среди юниоров | 40      | 35      |         |         |
| Merano Cup                    | 6 Юн    | 14      |         |         |